# Dave Kilminster

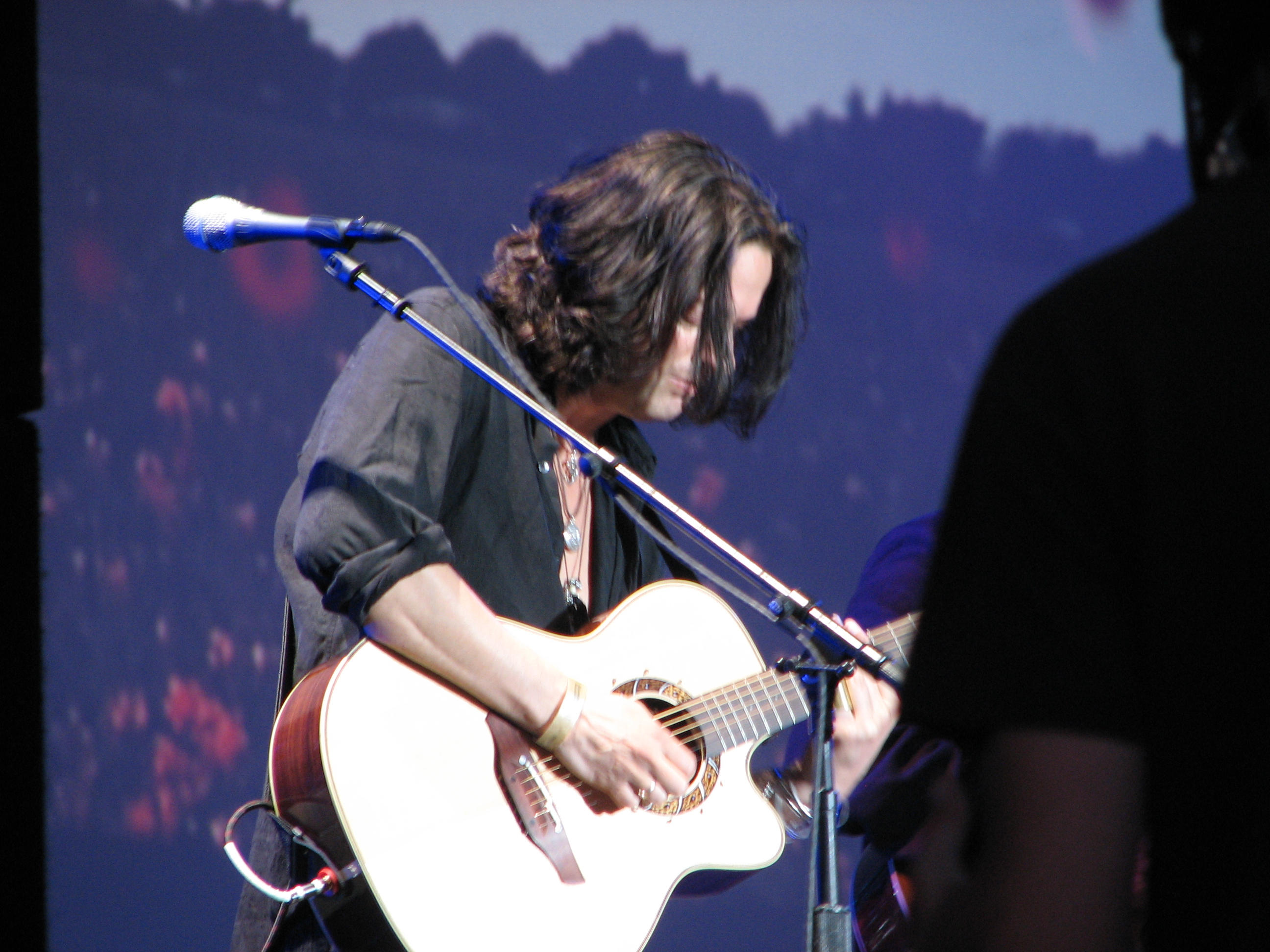
Dave Kilminster (juni 2006)

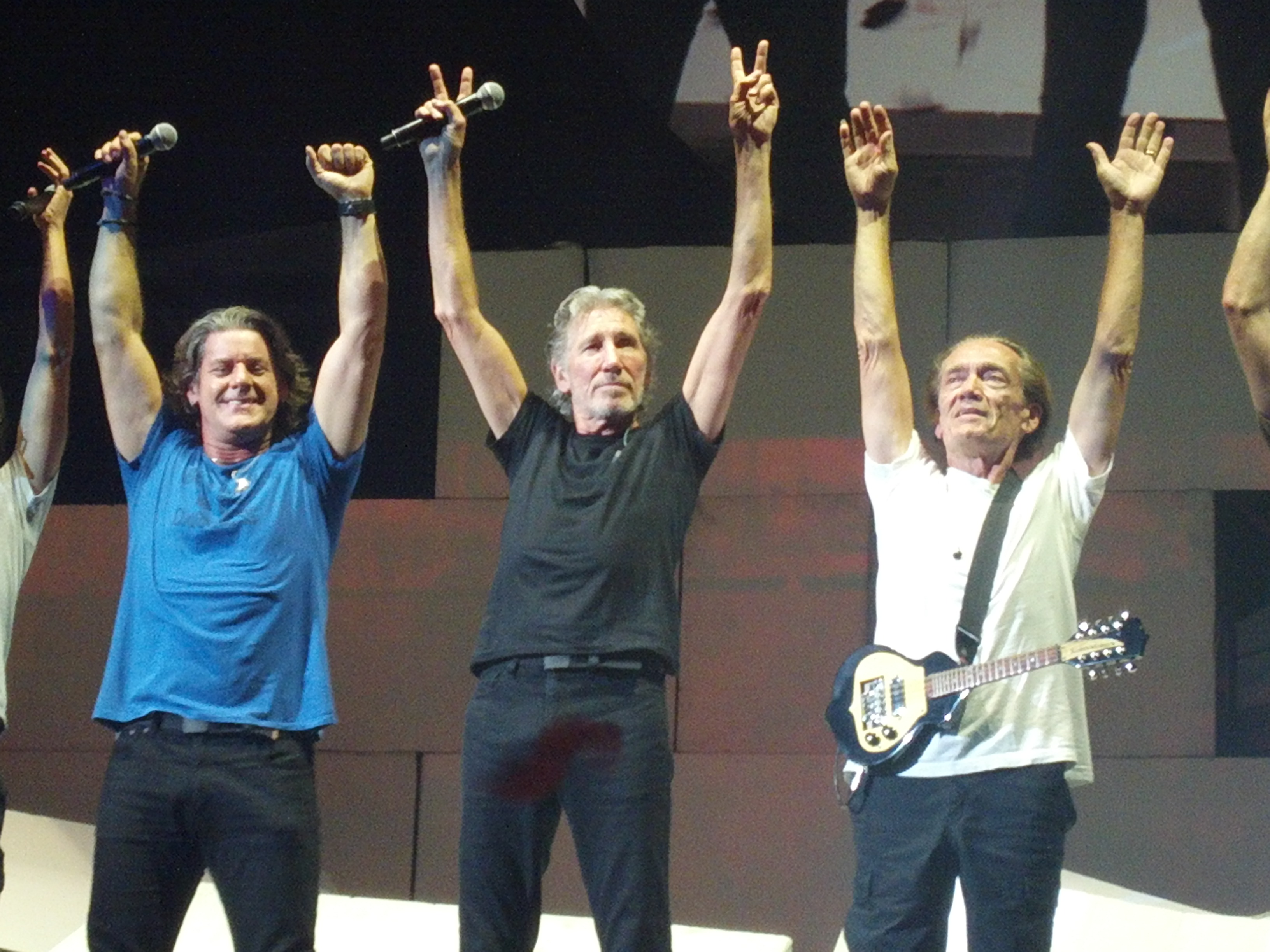
Dave Kilminster (l.) met Roger Waters (m.) en G.E. Smith in 2012

Dave Kilminster (Eastville, Bristol, 25 januari 1962) is een Brits gitarist, zanger, songwriter en muziekdocent.
Kilminster speelde al jong piano, en in 1976 begon hij met gitaar. Daarnaast zong hij in een 'Barbershop quartet'. Terwijl hij bij IBM werkte, won hij in 1991 een prijs als 'gitarist van het jaar', in een verkiezing uitgeschreven door Guitarist Magazine. Kort daarna werd hem gevraagd docent te worden aan het Guitar Institute in Acton, hoewel hij autodidact was. Hij was ook enige tijd docent aan de Academy of Contemporary Music in Guildford.
Hij is bekend geworden door zijn samenwerking met Keith Emerson sinds 2002 en met Roger Waters tijdens diens The Dark Side of the Moon-tournee, waar hij de zang- en gitaarstukken voor zijn rekening nam die van origine door David Gilmour werden gespeeld en gezongen. Kilminster speelde ook met John Wetton (ex-King Crimson), Ken Hensley (ex-Uriah Heep), Quango, The Nice en Carl Palmer. In mei 2015 verving hij Guthrie Govan in de band van Steven Wilson tijdens een Noord-Amerikaanse tournee.